# Irena Tokarz
Irena Tokarz (ur. 2 lutego 1975) – polska judoczka.
Była zawodniczka klubów: TS Gwardia Opole (1991–1993), Klub Judo AZS Opole (1987–1998), KS AZS-AWF Wrocław (1999–2003). Brązowa medalistka mistrzostw Europy seniorek 1997 w kat. do 61 kg. Trzykrotna medalistka drużynowych mistrzostw Europy (1994 – brąz, 1995 i 1996 – srebro). Dziesięciokrotna medalistka zawodów pucharu świata seniorek: trzykrotna złota (Warszawa 1992, Leonding 1993, Warszawa 1997), dwukrotna srebrna (Warszawa 1993, Praga 1997) i pięciokrotna brązowa (Monachium 1992, Budapeszt 1995, Warszawa 1995, Warszawa 1996, Monachium 1997). Brązowa medalistka Uniwersjady 1995 w turnieju drużynowym. Wicemistrzyni świata juniorek 1990. Osiemnastokrotna medalistka mistrzostw Polski seniorek: sześciokrotnie złota (1991, 1992, 1995, 1996 i 1997 w kat. do 61 kg, 1999 w kat. do 63 kg), sześciokrotnie srebrna (1993 i 1994 w kat do 61 kg, 1996, 1997 i 2002 w kat. open, 2002 w kat. do 70 kg) i sześciokrotnie brązowa (1990 w kat. do 61 kg i open, 1995 w kat. open, 1998 w kat do 63 kg, 1999 w kat. powyżej 60 kg, 2000 w kat. do 63 kg).